# Asterix (videogioco 1983)
Asterix è il primo videogioco basato sulla saga di Asterix, pubblicato nel 1983 per Atari 2600 da Atari. Sebbene sviluppato negli USA, si tratta del primo videogioco su cartuccia pensato per essere commercializzato esclusivamente sul mercato europeo.
Dopo la buona riuscita di Asterix, lo stesso anno sul mercato statunitense l'Atari pubblicò Taz, un gioco sostanzialmente identico, ma basato su Taz, personaggio dei Looney Tunes, poiché il personaggio di Asterix era poco conosciuto negli USA. La differenza tra i due titoli è solo nell'aspetto degli sprite, in particolare il protagonista europeo è Asterix, rappresentato da una sagoma della sua testa, e quello statunitense è Taz, rappresentato da una piccola tromba d'aria.

## Modalità di gioco
L'area di gioco è suddivisa in otto corsie orizzontali, che vengono continuamente e velocemente attraversate da vari tipi di oggetti, che il giocatore deve prendere oppure evitare. Ogni corsia viene attraversata in un solo verso, quelle dispari vanno a destra e quelle pari a sinistra, e su ciascuna corsia può passare un solo oggetto alla volta, sia di tipo buono sia cattivo.
Asterix può muoversi in modo continuo lungo le corsie e passare di scatto tra due corsie adiacenti. Se tocca un oggetto da evitare perde una vita.
Asterix ha 4 tipi di oggetti buoni da raccogliere, che cambiano tipo ogni 50 raccolti. Si comincia con pentoloni di pozione magica, per poi passare a elmi romani, scudi romani e lampade a olio. Completate le quattro serie si passa a controllare Obelix, con velocità degli oggetti molto più alta e quattro nuovi tipi da raccogliere, tutti cibarie, per poi alternarlo nuovamente con Asterix. Il tipo di oggetto da evitare invece è sempre la lira di Assurancetourix per entrambi i personaggi.
Nel caso di Taz, gli oggetti buoni sono cibarie e quello pericoloso un candelotto di dinamite.